# Terra incognita
Terra incognita is een term uit de cartografie die gebruikt wordt voor "onbekend gebied" dat nog niet in kaart gebracht of gedocumenteerd is. Een legende verhaalt dat cartografen dergelijke regionen aanduidden met "Hier zijn draken" (Latijn: "Hic sunt dracones") of "hier zijn leeuwen" (Latijn: "Hic sunt leones"). Ook al beweerden cartografen dat fantastische beesten (zoals grote serpenten) bestonden in afgelegen hoeken van de wereld, slechts één overgebleven kaart bevat daadwerkelijk de aantekening "Hier zijn draken". Terra incognita kan ook refereren aan het denkbeeldige continent Terra Australis.
Onderzoekers gebruiken de term in metaforische zin voor elk onverkend object of onderzoeksgebied.